# Pista de Laoshan para BMX

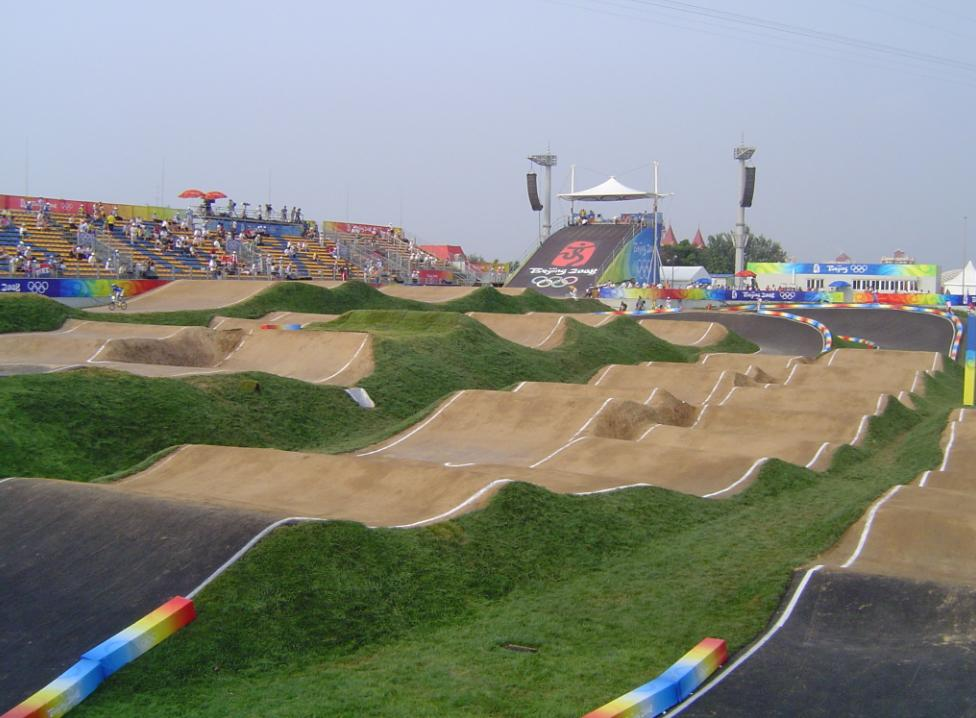
Circuito de Ciclo Cross de Laoshan.

El Circuito de Laoshan es una de las nueve instalaciones temporales que se utilizaron en los Juegos Olímpicos de Pekín 2008. El recinto acogió la competición de Ciclismo (BMX), modalidad que se estrenó en los juegos.
Está situado en Laoshan, Distrito de Shijingshan, Pekín. Para permitir que los ciclistas alcancen velocidad y facilitar las frenadas, la pista está ligeramente inclinada hacia abajo en unos 4 metros. Existen pistas separadas para las modalidades masculinas y femeninas, que se cruzan en determinados puntos.

## Detalles del circuito
- Tipo: temporal
- Área total: 3650 m²
- Aforo fijo: 0
- Aforo temporal: 4.000
- Inicio de las obras: 30 de diciembre de 2006